# 매송고색로
매송고색로는 경기도 화성시와 수원시를 잇는 9.4km의 도로이다.

## 연혁
- 2023년 4월 28일 : 2개 이상 시·도에 걸쳐 있는 입체도로로 오목천지하차도(화성시 봉담읍 수영리 ~ 수원시 권선구 오목천동) 503~509m 구간을 '오목천지하도로'로 고시[1]

## 노선
전 구간이 국가지원지방도 제98호선에 속하기 때문에 이에 따른 표시는 하지 않음.
| 이름                          | 접속 노선                                            | 소재지            | 소재지            | 비고                                                         |
| 본오매송로와 직결             | 본오매송로와 직결                                    | 본오매송로와 직결 | 본오매송로와 직결 | 본오매송로와 직결                                            |
| ----------------------------- | ---------------------------------------------------- | ----------------- | ----------------- | ------------------------------------------------------------ |
| 어천 교차로                   | 지방도 제313호선 (화성로)                            | 화성시            | 매송면            |                                                              |
| 동화천1교                     |                                                      | 화성시            | 매송면            |                                                              |
| 원평 교차로                   | 매봉로                                               | 화성시            | 매송면            |                                                              |
| 동화천2교                     |                                                      | 화성시            | 매송면            |                                                              |
| 샘내 나들목                   | 비봉매송로                                           | 화성시            | 매송면            | 국가지원지방도 제84호선과 중복 상행 진출 불가 하행 진입 불가 |
| 천천지하차도                  | 화성로                                               | 화성시            | 매송면            | 국가지원지방도 제84호선과 중복                               |
| 천천 나들목                   | 지방도 제309호선 (과천봉담도시고속화도로) 비봉매송로 | 화성시            | 매송면            | 국가지원지방도 제84호선과 중복                               |
| (이름 없음)                   | 매송고색로422번길                                    | 화성시            | 봉담읍            | 국가지원지방도 제84호선과 중복                               |
| 오목천삼거리 (오목천지하차도) | 국가지원지방도 제84호선 (효행로)                     | 수원시            | 권선구            | 국가지원지방도 제84호선과 중복                               |
| 오동나무삼거리 (오목천역)     | 삼천병마로                                           | 수원시            | 권선구            |                                                              |
| 수원여대사거리                | 온정로 삼천병마로1598번길                            | 수원시            | 권선구            |                                                              |
| 오목천교사거리                | 서수원로                                             | 수원시            | 권선구            |                                                              |
| 오목천교 서수원체육공원       |                                                      | 수원시            | 권선구            |                                                              |
| 고색사거리                    | 서부로                                               | 수원시            | 권선구            |                                                              |
| 고색초등학교 (고색역)         |                                                      | 수원시            | 권선구            |                                                              |
| 작은말삼거리                  | 고현로                                               | 수원시            | 권선구            |                                                              |
| 빙구재삼거리                  | 평동로                                               | 수원시            | 권선구            |                                                              |
| 중보교                        |                                                      | 수원시            | 권선구            |                                                              |
| 벌말 교차로                   | 세화로                                               | 수원시            | 권선구            |                                                              |
| 세평지하차도                  | 국가지원지방도 제98호선 덕영대로                     | 수원시            | 권선구            | 지하차도내 삼거리                                            |